# 1664
Évszázadok: 16. század – 17. század – 18. század
Évtizedek: 1610-es évek – 1620-as évek – 1630-as évek – 1640-es évek – 1650-es évek – 1660-as évek – 1670-es évek – 1680-as évek – 1690-es évek – 1700-as évek – 1710-es évek
Évek: 1659 – 1660 – 1661 – 1662 –  1663 – 1664 – 1665 – 1666 – 1667 – 1668 – 1669

## Események

### Határozott dátumú események
- január 21. – A téli hadjárat; részben Zrínyi vezetésével magyar-horvát-osztrák-rajnai sereg indul el a Dráva vonalán Eszék felé.
- január 22. – Berzence bevétele.
- január 24. – Babócsa bevétele.
- január 27. – Pécs ostroma.
- február 1. – Az eszéki híd elpusztítása.
- február 12. – A Pápai Állam és Franciaország által kötött pisai békében a Pápai Állam elveszíti az avignoni és venaissini exklávét.[1]
- április 21. – Kanizsa ostroma. (Zrínyi Miklós horvát bán és császári tábornok vezette nemesi csapatok és császári seregek április és május között körülzárják Kanizsát, de a felmentő török hadak elől június elején visszavonulnak Zrínyiújvárra.)[2]
- május 3. – Jean-Louis de Souches elfoglalja Nyitrát.
- május 16. – A zsarnócai győzelem.
- május 30. – Köprülü Ahmed nagyvezír hada visszavonulásra kényszeríti a keresztény erőket Kanizsa alól. (Zrínyi Miklóst leváltják főparancsnoki tisztéből.)
- június 2. – A törökök körülveszik Zrínyiújvárat és megkezdik annak ostromát.[2]
- június 4. – Raimondo Montecuccoli császári generális kézhez kapja I. Lipót saját kezű parancsát, hogy induljon Zrínyiújvárra és vegye át a szövetséges csapatok irányítását.[2]
- június 14. – De Souches elfoglalja Lévát.
- július 19. – De Souches győzelme Szentbenedeknél a Felvidéken.
- június 30. – Zrínyiújvárt elfoglalja a nagyvezír.[3] (A vár egyik oldalát felrobbantották a törökök, és a meginduló előrenyomulás elsöpörte az Albert Tasso várkapitány vezette védelmet. 800 katona veszett oda, köztük maga Tasso is.)[2]
- július 7. – Köprülü nagyvezír felrobbantatja Zrínyiújvárat.[3]
- július 12. – A török sereg elvonul Zrínyiújvár romjai alól Kanizsa irányába.[4]
- július 26–27. – A törökök a körmendi ütközetben alulmaradnak a Rába-átjárót védő magyar-horvát-francia sereggel szemben.
- augusztus 1. – A szentgotthárdi csata. (Raimondo Montecuccoli osztrák főparancsnok vezette szövetséges sereg nagy győzelmet arat a törökök felett.)[3]
- augusztus 10. – A vasvári béke megkötése. (I. Lipót a status quo visszaállítása mellett átadja a törökök eddigi hódítását.)[3]
- szeptember 27. – A vasvári béke nyilvánosságra kerülése.[3]
- november 18. – A kursaneci erdőben Zrínyi Miklós bán vadászat közben egy megsebesített vadkan áldozata lesz.[3]

### Határozatlan dátumú események
- az év eleje – Bosnyák Iszmail budai pasát nevezik ki az elhunyt Kösze Ali helyett boszniai pasává és magyarországi szerdárrá.[5]
- az év folyamán – A Szilády Áron Református Gimnázium (Kiskunhalas) ősének a Schola Reformata Halasiensis-nek a megalakulása.[6]

## Születések
- február 6. – II. Musztafa, az Oszmán Birodalom 23. szultánja († 1703)
- február 24. – Thomas Newcomen kovács, vízvezetékszerelő, bádogos, valamint baptista laikus prédikátor († 1729)
- március 25. – Harruckern János György német származású magyar nagybirtokos († 1742)
- június 3. – Rachel Ruysch holland festőművész († 1750)
- augusztus 20. – Pálffy János, tábornok, később Magyarország főparancsnoka († 1751)

## Halálozások
- február 8. – Beniczky Péter aranysarkantyús vitéz, a magyar barokk nemesi költészet alakja (* 1603)
- február 27. – Ivan Bohun legendás zaporozsjei kozák vezér
- július 16. – Andreas Gryphius német költő és színműíró, a német barokk irodalom kiemelkedő alakja (* 1616)
- augusztus 1. – Bosnyák Iszmail boszniai pasa és magyarországi szerdár (* ?)
- november 18. – gróf Zrínyi Miklós költő, hadvezér (* 1620)